# Alfoz de Lloredo
Alfoz de Lloredo ist eine Gemeinde in der spanischen Autonomen Region Kantabrien. Sie grenzt im Norden an das Kantabrische Meer, im Süden an Udías, Cabezón de la Sal und Reocín, im Osten an Santillana del Mar und im Westen an Ruiloba und Comillas. Alfoz de Lloredo ist 35 Kilometer von der kantabrischen Hauptstadt Santander und 12 Kilometer von Torrelavega entfernt.

## Orte
- La Busta
- Cigüenza
- Cóbreces
- Novales (Hauptstadt)
- Oreña
- Rudagüera
- Toñanes

## Bevölkerungsentwicklung
| 1900 | 1950 | 1981 | 1991 | 2001 | 2011 |
| ---- | ---- | ---- | ---- | ---- | ---- |
| 2521 | 3220 | 2935 | 2778 | 2535 | 2504 |